# Спортсмены из Кувейта на зимних Азиатских играх 2011
Спортсмены из Кувейта приняли участие в 7-х зимних Азиатских играх, проводившихся в 2011 году в Астане и Алма-Ате, в соревнованиях по хоккею с шайбой. По итогам соревнований кувейтские хоккеисты выиграли один матч из шести и заняли шестое место в премьер-дивизионе.

## Хоккей с шайбой
В составе сборной были заявлены следующие спортсмены: Хамад аль-Шайли, Мохаммед аль-Дуаидж, Абдулла аль-Мараги, Ахмад аль-Аджми, Мешал аль-Аджми, Мохаммад аль-Аджми, Салем аль-Аджми, Анвар аль-Аттар, Джасем аль-Авадхи, Фахад аль-Хенаиди, Юсеф аль-Кандари, Мохаммед аль-Мараки, Абдулла аль-Номан, Джасем аль-Сарраф, Абдулла аль-Заидан, Файсал Аталлах, Хуссаин Бакер, Джасем Дашти, Эбрахим Мохаммад, Абдулазиз Шетаил, Шуаиб Шуаиб.
Кувейтские хоккеисты проиграли игры против Монголии, Малайзии, Таиланда, ОАЭ, Кыргызстана, победили в последнем матче Бахрейн, заняв шестое место в премьер-дивизионе. Главный тренер команды Ян Бритча остался недовольным выступлением своей команды на 7-х зимних Азиатских играх:
Мы ожидали, что сможем претендовать на более высокое место, чем итоговое предпоследнее. Для нас это большое разочарование, но ничего не поделаешь — все команды, кроме Бахрейна, играли на турнире лучше, чем мы.
Премьер-дивизион
| Место | Сборная               | И | В | Н | П | Ш      | +/-  | Очки |
| ----- | --------------------- | - | - | - | - | ------ | ---- | ---- |
| 1     | Кыргызстан            | 6 | 6 | 0 | 0 | 95—23  | +72  | 12   |
| 2     | Таиланд               | 6 | 5 | 0 | 1 | 67—22  | +45  | 10   |
| 3     | ОАЭ                   | 6 | 4 | 0 | 2 | 48—24  | +24  | 8    |
| 4     | Монголия              | 6 | 3 | 0 | 3 | 35—37  | −2   | 6    |
| 5     | Малайзия              | 6 | 2 | 0 | 4 | 46—59  | −13  | 4    |
| 6     | Спортсмены из Кувейта | 6 | 1 | 0 | 5 | 41—40  | +1   | 2    |
| 7     | Бахрейн               | 6 | 0 | 0 | 6 | 11—138 | −127 | 0    |

| 28 января 2011 года 20:30 UTC+6 | \| Монголия \| 3:2 протокол \| Спортсмены из Кувейта \| | Дворец спорта «Казахстан», Астана Зрителей: 200 Судья: Убинь Лю |
| Монголия                        | 3:2 протокол                                            | Спортсмены из Кувейта                                           |

| 29 января 2011 года 20:30 UTC+6 | \| Спортсмены из Кувейта \| 7:12 протокол (недоступная ссылка) \| Малайзия \| | Дворец спорта «Казахстан», Астана Зрителей: 200 Судья: Андрей Сачук |
| Спортсмены из Кувейта           | 7:12 протокол (недоступная ссылка)                                            | Малайзия                                                            |

| 31 января 2011 года 20:30 UTC+6 | \| Таиланд \| 5:3 протокол (недоступная ссылка) \| Спортсмены из Кувейта \| | Дворец спорта «Казахстан», Астана Зрителей: 100 Судья: Чхве Юн Ён |
| Таиланд                         | 5:3 протокол (недоступная ссылка)                                           | Спортсмены из Кувейта                                             |

| 1 февраля 2011 года 20:30 UTC+6 | \| Спортсмены из Кувейта \| 2:5 протокол (недоступная ссылка) \| ОАЭ \| | Дворец спорта «Казахстан», Астана Зрителей: 200 Судья: Андрей Сачук |
| Спортсмены из Кувейта           | 2:5 протокол (недоступная ссылка)                                       | ОАЭ                                                                 |

| 4 февраля 2011 года 13:30 UTC+6 | \| Кыргызстан \| 15:4 протокол (недоступная ссылка) \| Спортсмены из Кувейта \| | Дворец спорта «Казахстан», Астана Зрителей: 200 Судья: Никита Залипятских |
| Кыргызстан                      | 15:4 протокол (недоступная ссылка)                                              | Спортсмены из Кувейта                                                     |

| 5 февраля 2011 года 13:30 UTC+6 | \| Спортсмены из Кувейта \| 23:0 протокол (недоступная ссылка) \| Бахрейн \| | Дворец спорта «Казахстан», Астана Зрителей: 300 Судья: Кейт Джи Кей Фонг |
| Спортсмены из Кувейта           | 23:0 протокол (недоступная ссылка)                                           | Бахрейн                                                                  |